# Bratowice
Bratowice – wieś w Polsce położona w województwie dolnośląskim, w powiecie wrocławskim, w gminie Żórawina, należąca do sołectwa Bratowice-Zagródki.

## Nazwa
Pierwsza zachowana wzmianka na temat wsi pochodzi z łacińskiego dokumentu z 1337 roku notująca pierwotną nazwę Barotowicz. Później notowana również w 1360 Barothowicz, 1372 Baratow, 1669 Barutwitz, 1736 Parothwitz.
Nazwa wywodzona jest od staropolskiego określenia brata lub imienia Bartłomiej. Oba wywody podaje Paul Hefftner w swojej pracy o nazwach miejscowości ziemi wrocławskiej pt. Ursprung und Bedeutung der Ortsnamen im Stadt und Landkreise Breslau.
W XIX wieku nazwa została zgermanizowana przez Niemców początkowo na Barothwitz, a później Barottwitz. Ze względu na polskie pochodzenie po dojściu do władzy w Niemczech nazistów 26 stycznia 1937 roku zmieniona przez władze III Rzeszy na Schmücken (od nazwy karczmy jaka stała przy wiązowskiej drodze). 

## Historia
Od średniowiecza do 1810 roku wieś pozostawała w rękach właścicieli prywatnych. Wieś wymieniona w kościelnej ankiecie z 1814 roku jako wieś z ludnością mówiącą po polsku (w kościele językiem kazań był język polski i niemiecki). W latach 1975–1998 miejscowość administracyjnie należała do województwa wrocławskiego.